# Liste des commanderies templières en Galice
Cette liste recense les anciennes commanderies et maisons de l'Ordre du Temple dans l'actuelle communauté autonome de Galice.

## Histoire et faits marquants

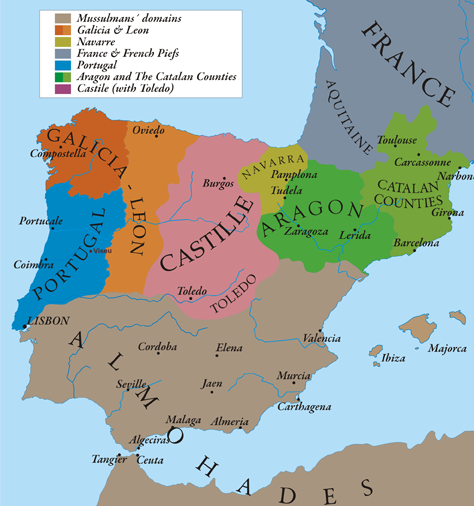
Les royaumes de la péninsule ibérique au début du XIII

Cette communauté autonome correspond presque à l'ancien royaume de Galice tel qu'il était aux XIIe siècle et XIIIe siècle mais les commanderies dépendaient d'une province qui incluait également les royaumes de Castille et de Léon aux ordres d'un seul maître. Cette province fut réunie vers 1220 avec celle du royaume de Portugal. 
Les templiers sont mentionnés à partir de 1146 dans le León et l'expansion des royaumes chrétiens pendant la reconquista les amena à s'étendre surtout vers le sud principalement en Castille-et-León (voir la Liste). Au début du XIVe siècle, le procès de l'ordre du Temple entraina leur disparition mais les templiers de la péninsule ibérique furent reconnus innocents.
On dénombre vingt sept châteaux qui auraient appartenu aux templiers dans les royaumes de Castille et de Leónmais ils ne devinrent pas tous des commanderies et il faut préciser que la limite du royaume de Galice se trouvait plus à l'est en Castille-et-León et que la commanderie de Ponferrada se trouvait en Galice à cette époque,. La commanderie et baylie de Faro avait autorité sur l'ensemble des biens du Temple dans le royaume de Galice. 
La commanderie de San Fiz do Ermo se trouvait sur le chemin français du Pèlerinage de Saint-Jacques-de-Compostelle tout comme celle située à Ponferrada en Castille-et-León et celle de Puente la Reina en Navarre.
32 templiers qui s'étaient regroupés dans la baylie de Faro furent convoqués par l'évêque de Tolède à Medina del Campo pour être interrogés (27 avril 1310).

## Commanderies
| Commanderie       | Ville actuelle (ou à proximité)     | Observations |
| ----------------- | ----------------------------------- | --- |
| Amoeiro           | Amoeiro                             | (la): Domus Templi de Amoeyro , (la): baliuiarum de Amoeyro e de Goya (1310)                                             |
| Betanzos          | Betanzos                            | (1247) Echangée avec le roi Alphonse X de Castille en 1255 contre la martiniega (es) des villages d'Alcañices et Aliste. |
| Canaval (Canabal) | Canaval (gl), Sober                 | Commanderie de Canaval et Neira (1296) bayliuarum de Canaval et de Neyra (1310)                                          |
| Coia (Coya)       | Coia (es), Vigo (quartier)          | Commandeur de Coya (1232) (la): baliuiarum de Amoeyro e de Goya (1310)                                                   |
| Faro              | Santa María do Temple (es) (Cambre) | Burgo Novo do Faro Baylie de Faro, (la): in Burgo de Faro Novo in domo fratrum Templi (1200), Commanderie de Faro (1296) |
| Lendo             | Lendo (gl), A Laracha               | (la): Domus Templi de Laendo                                                                                             |
| Neira             | Láncara                             | Neira de Cabaleiros (gl)                                                                                                 |
| San Fiz do Ermo   | Guntín                              | , Domus Templi près de San Tirso de Palas de Rei (gl) (1173) bayline de Sant Fiiz (1310)                                 |
| San Sadurniño     | San Sadurniño                       | (la): Domus Templi de Sancto Saturnino                                                                                   |

| Localisation en Galice (Liens vers les articles correspondants) |
| --- |
| \| Castille- et-León Nord Portugal Amoeiro Betanzos Canaval -Coia Faro Lendo Neira Ponferrada San Fiz do Ermo San Sadurniño Redondela Valiñas A Golada Monterroso Palas de Rey Taboada \| |
| Castille- et-León Nord Portugal Amoeiro Betanzos Canaval -Coia Faro Lendo Neira Ponferrada San Fiz do Ermo San Sadurniño Redondela Valiñas A Golada Monterroso Palas de Rey Taboada       |

### Autres biens
- Il y a eu des châteaux ayant appartenu aux templiers en Galice mais la liste est difficile à établir[5],[6].
- La vieille ville (villavieja) de Redondela[22],[23] (devait dépendre de Coia)
- Des biens dépendant de la baillie / commanderie de Coia:
  - Église San Martiño de Coia
  - à proximité de la commanderie: Roade (gl), Bouzas (es), Sobrebouzas, Outeiro, Corral de Coia, Eido Vello, Corral de Coia do Eido, Quintán do Barreiro, Pazo do Corral de Coia, Padornelo, Soutelán, Fornos de Telleira[24]
  - De nombreux biens autour de Caldas de Reis: à Portas, Lantaño (gl), Valiñas (gl), Paradela et Romai ; Arcos da Condesa (gl), Lamas et Laxe[25]
  - Divers biens à Sanxenxo de Padriñán (gl)[25]
- Des biens dépendant de la commanderie de San Fiz do Ermo:
  - à Palas de Rey, Monterroso, Taboada, Guntín et A Golada
- Au sein du diocèse de Lugo:  Les églises (paroisses) de (la) « Villa Escura (gl), de Canaval (gl), de Spasandi (gl), de Sancto Georgio de Canedo (gl), de Sancto Saturnino de Bacorese[N 4]  & ejusdem cauto de Sancto Stephano de Barbadelo, de Sancto Felice de Heremo [,] de Martiam [Marzán, Barbadelo], de Carterio (gl), de Sancto Johanne de Pigacios (gl), de Valadra [?], de Tavoada, de Sancta Cruce de Asma (gl),  de Nuzeda [Noceda],  de Dezia [Dena ?], de Sancto Vicentio de Sixto (gl) » et d'autres lieux et fermes sur les terres de Friol, Lugo et Navia de Suarna[26].

### Possessions douteuses ou à vérifier
- Monastère de Bembrive (es)[24]
- Église de San Julián de Astureses (gl), origine templière douteuse car elle appartenait déjà à la congrégation du Saint-Sépulcre en 1215[27].